# Nis (drengenavn)
 For alternative betydninger, se Nis. (Se også artikler, som begynder med Nis)
Nis er et drengenavn,  der stammer fra Sønderjylland, hvor det er en forkortelse af navnet Niels/Nils. Det findes også i stavemåden Niss. 693 danskere havde et af disse navne i 2025 ifølge Danmarks Statistik.

## Kendte personer med navnet
- Nis Bank-Mikkelsen, dansk skuespiller.
- Nis Boesdal, dansk forfatter og radiovært.
- Nis Albrecht Johannsen, nordfrisisk forfatter.
- Nis P. Jørgensen, dansk musiker.
- Nis Petersen, dansk forfatter.

## Andre anvendelser
- Nis Puk bruges undertiden som betegnelse for en gårdnisse i Sønderjylland.